# Tour de Pologne 1987
44. edycja wyścigu kolarskiego Tour de Pologne odbyła się w dniach 22–29 lipca 1987. Rywalizację rozpoczęło 123 kolarzy, a ukończyło 80. Łączna długość wyścigu – 1162 km.
Pierwsze miejsce w klasyfikacji generalnej zajął Zbigniew Piątek (Polska), drugie Marek Leśniewski (Polska), a trzecie Czesław Łukaszewicz (Krupiński Suszec).
Organizatorzy wprowadzili po dłuższej przerwie do programu wyścig drużynowy, który przewidywał zaliczanie czasów poszczególnych zespołów do klasyfikacji indywidualnej. Nie był to dobry pomysł, ponieważ faworyzował zawodników reprezentacji Polski, więc reakcje innych kolarzy były bardzo różne (od wycofań po wyjątkową determinację na następnych etapach). Wyścig przebiegał w niesprzyjających warunkach pogodowych (deszcz od startu do mety). Na przedostatnim etapie żółtą koszulkę lidera stracił w dość wyjątkowy sposób Marek Leśniewski, ponieważ dwukrotnie korzystał z niedozwolonej pomocy (30-sekundowa kara od sędziów). Wyścig w tej sytuacji wygrał młody Zbigniew Piątek, który oprócz zwycięstwa na etapie ...drużynowym nic szczególnego nie pokazał, a najlepszą jego pozycją na etapie była 19. lokata na etapie do Dębicy.
Sędzią głównym wyścigu był Jean-Marie Pérard (Francja).

## Etapy
| Etap      | Data     | Start - meta                      | Długość (km)               | Typ         | Zwycięzca etapu      | Lider                |
| prolog    | 22 lipca | Warszawa                          | 2,9                        | płaski      | Andrzej Mierzejewski | Andrzej Mierzejewski |
| I etap    | 22 lipca | Warszawa – Puławy                 | 144                        | płaski      | Dariusz Zakrzewski   | Andrzej Mierzejewski |
| II etap   | 23 lipca | Puławy - Kazimierz Dolny – Puławy | 59,5 (jazda druż. na czas) | płaski      | Polska               | Andrzej Mierzejewski |
| III etap  | 24 lipca | Puławy – Zamość                   | 171                        | płaski      | Adam Szafron         | Marek Leśniewski     |
| IV etap   | 25 lipca | Zamość - Dębica                   | 199                        | płaski      | Mieczysław Karłowicz | Marek Leśniewski     |
| V etap    | 26 lipca | Dębica - Sanok                    | 146                        | pagórkowaty | Thomas Schenderlein  | Marek Leśniewski     |
| VI etap   | 27 lipca | dookoła Sanoka                    | 124                        | pagórkowaty | Bernd Ditter         | Marek Leśniewski     |
| VII etap  | 28 lipca | Zagórz - Lesko                    | 167                        | pagórkowaty | Mieczysław Korycki   | Zbigniew Piątek      |
| VIII etap | 29 lipca | Sanok - Rzeszów                   | 148                        | pagórkowaty | Jacek Bodyk          | Zbigniew Piątek      |

## Końcowa klasyfikacja generalna

### Klasyfikacja indywidualna
| Poz. | Zawodnik            | Kraj   | Zespół           | Czas (średnia km/h)       |
| ---- | ------------------- | ------ | ---------------- | ------------------------- |
| 1.   | Zbigniew Piątek     | Polska | Polska           | 26h 39' 21" (43,593 km/h) |
| 2.   | Marek Leśniewski    | Polska | Polska           | +00' 07"                  |
| 3.   | Czesław Łukaszewicz | Polska | Krupiński Suszec | +00' 15"                  |
| 4.   | Sławomir Krawczyk   | Polska | Legia            | +00' 15"                  |
| 5.   | Marek Świnarski     | Polska | Legia            | +00' 31"                  |
| 6.   | Andrzej Sypytkowski | Polska | Polska           | +00' 32"                  |
| 7.   | Adam Szafron        | Polska | Gwardia Katowice | +00' 43"                  |
| 8.   | Mirosław Uryga      | Polska | Gwardia Katowice | +00' 49"                  |
| 9.   | Andrzej Półkośnik   | Polska | Polska           | +02' 13"                  |
| 10.  | Zbigniew Spruch     | Polska | Legia            | +02' 58"                  |

### Klasyfikacja drużynowa
| 1. | Gwardia Katowice | 368 pkt |
| 2. | Legia Warszawa   | 444 pkt |
| 3. | NRD              | 480 pkt |
| 4. | Ziemia Łódzka    | 621 pkt |
| 5. | Górnik Polkowice | 660 pkt |

### Klasyfikacja najaktywniejszych
| 1. | Zbigniew Albin | Polska | 16 pkt |
| 2. | Igor Andilewko | ZSRR   | 12 pkt |
| 3. | Czesław Rajch  | Polska | 8 pkt  |
| 4. | Jarosław Wsół  | Polska | 8 pkt  |
| 5. | Jaan Kirsipuu  | ZSRR   | 8 pkt  |

### Klasyfikacja punktowa
(od 2005 roku koszulka granatowa)
| 1. | Czesław Łukaszewicz | Polska | 86 pkt  |
| 2. | Sławomir Krawczyk   | Polska | 101 pkt |
| 3. | Krzysztof Wiatr     | Polska | 125 pkt |
| 4. | Jacek Bodyk         | Polska | 144 pkt |
| 5. | Thomas Schenderlein | NRD    | 175 pkt |

### Klasyfikacja górska
| 1. | Andrzej Dulas     | Polska     | 19 pkt |
| 2. | Mico Braković     | Jugosławia | 14 pkt |
| 3. | Sławomir Krawczyk | Polska     | 11 pkt |
| 4. | Krzysztof Wiatr   | Polska     | 9 pkt  |
| 5. | Zbigniew Albin    | Polska     | 8 pkt  |

### Klasyfikacja na najwszechstronniejszego kolarza
| 1. | Sławomir Krawczyk | Polska | 42 pkt |
| 2. | Jacek Bodyk       | Polska | 38 pkt |
| 3. | Krzysztof Wiatr   | Polska | 38 pkt |
| 4. | Zbigniew Albin    | Polska | 33 pkt |
| 5. | Andrzej Dulas     | Polska | 33 pkt |